# Autraca
Autraca, también llamado por algunos autores Auca, es un yacimiento arqueológico vacceo o turmogo, comúnmente aceptado como el situado en el cerro que domina Castrojeriz (Burgos, España).
Ptolomeo lo cita como un asentamiento perteneciente a los vacceos, situado entre Porta Augusta y Alouia.
Para Plinio es un asentamiento turmogo.

## Etimología
El nombre base del que procede Autraca por derivación denominativa mediante el sufijo -ka- se ha conservado en el Odra (Autra), por lo que Autraca sería la ciudad del Autra.
El nombre también se ha intentado poner en relación con el nombre del vecino pueblo de los autrigones.

## Ubicación
El conocimiento de esta ciudad se reduce a su mención en la relación de Ptolomeo, como una de los veinte πόλεης (oppida) que había en el territorio de los vacceos.
De acuerdo con Aurora González-Cobos, en 1989 Autraca estaba aún sin localizar.
Cortés y López intentaron ubicarla en la actual Torquemada. En algún momento también fue de esta opinión Wattenberg. Bosch Gimpera y también Wattenberg suponen la ubicación de Autraca sobre el río Odra. Opinión que comparte Sánchez-Albornoz En algún caso se cita a Villodre como una de las posibles ubicaciones de Autraca. Martino García reconoce que la falta de datos impide dar por localizada esta ciudad y la propone en torno a Villanueva de Odra.
El yacimiento del "Cerro del Castillo" de Castrojeriz presenta una entidad suficiente como para considerarlo una civitas romana instalada sobre un poblado del Hierro II romanizado. Se hipotiza (y se repite esta opinión desde las propuestas de Schulten) con que este emplazamiento fuera la ubicación de Segisama Iulia, en el yacimiento del "Cerro del Castillo" a algo más de 15 km al sudoeste de Segisamo (con el que no se debe confundir). No hay, sin embargo, una base sólida para ello excepto las coordenadas ptolemaicas (10º 43' 15). En este yacimiento se ha identificado el trazado de la muralla y de algunas calles, con una superficie del trazado urbano de unas 20 ha.

## Características
Tomando como cierta la ubicación en el Cerro del Castillo de Castrojeríz, el poblado prerromano de Autraca tenía un superficie pequeña, de 2 a 3 ha, debido a la limitada extensión del cerro sobre el que se ubicaba. Se considera que tenía una gran densidad de población. Las viviendas eran ortogonales de adobe y piso de arcilla endurecido al fuego y con sótano. El núcleo estaba defendido por murallas y fosos. La escombrera del poblado Autraca alcanzaba varias hectáreas. En el poblado prehistórico existían habitaciones trogloditas.
La cerámica tenía decoración reticular, arcos, motivos zoomórficos y otros motivos.